# 러셀 소슨

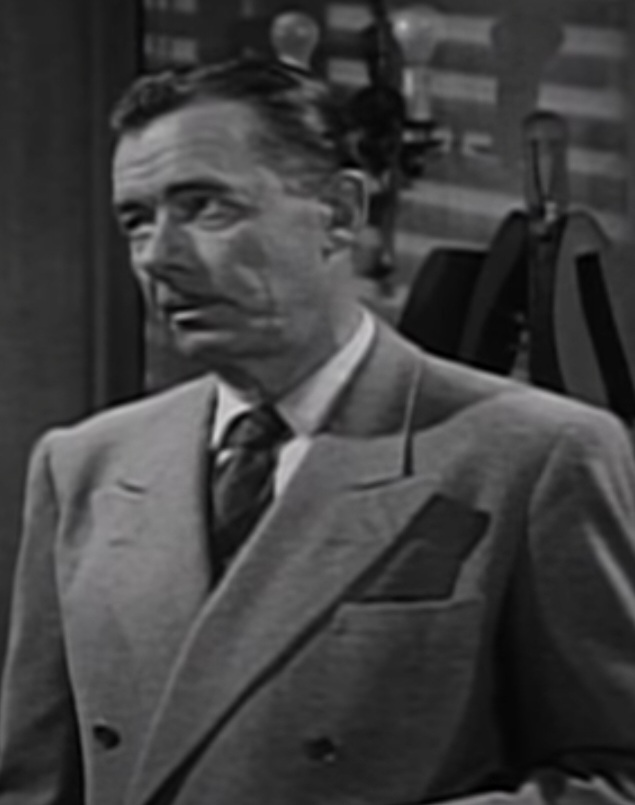

러셀 소슨(Russell Thorson, 1906년 10월 14일 ~ 1982년 7월 6일)은 미국의 배우이다.
위스콘신주에서 태어났으며 캘리포니아주에서 사망하였다.

## 출연 작품
- 워킹 톨 (1973년)
- 더 러닝 트리 (1969년)
- 레드 문 (1969년)
- 투 원 어 길러틴 (1965년)
- 마이 블러드 런스 콜드 (1965년)
- 잇 해펀드 앳 더 월드 페어 (1963년)
- 벤 케이시 (1961년)
- 굿 데이 포 어 행잉 (1959년)
- 반인간: 흉칙한 스노우맨의 이야기 (1958년)
- Hot Rod Girl (1956)
- 이지 리빙 (1949년)

### 텔레비전
- 딜론 보안관 (1956-65)
- 페리 메이슨 (1958-64)
- 달려라 래시 (1962-71)
- 보난자 (1962-72)
- FBI (1966-72)
- 하와이 파이브-O (1968)
- 닥터 웰비 (1969-75)
- 아이언사이드 (1970-72)
- 제5전선 (1971)
- 명탐정 바나비 존즈 (1975-77)